# Alex Blackwell
Robert Alexander Blackwell, detto Alex (Toms River, 27 giugno 1970), è un ex cestista statunitense, professionista nella NBA, in Europa e in Sudamerica.

## Carriera
Con gli Stati Uniti ha disputato le Universiadi di Sheffield 1991.

## Palmarès
- All-CBA Second Team (1996)